# Esbart Comtal
L'Esbart Comtal es va fundar el novembre del 1964 i fou presentat públicament l'abril del 1965 a la Unió Gracienca d'Escacs. Durant la primera etapa, l'entitat va fer moltes actuacions a l'estat francès, com la del 1966 a París, dins el Primer Congrés Laic. Així mateix, l'any 1968 va participar en les jornades de convivència a Tuïr (el Rosselló), amb el Ballet Nacional Francès, durant les quals es van fer demostracions de ball a municipis de Catalunya Nord, el Llenguadoc i Provença. Aquell any l'esbart també va actuar en el Congrés de Metges de Montpeller i en la Trobada d'Esbarts al Palau de la Música Catalana.
L'any 1969 l'Esbart Comtal abandona la seu inicial de la Unió Gracienca d'Escacs i es trasllada a la Cooperativa de Teixidors a Mà. I l'any 1985 es va haver de tornar a canviar d'emplaçament, al carrer de Santa Eulàlia.
El 1969 es va crear el cos infantil de dansa i també el cos de bastons que el 1991 va passar a denominar-se Bastoners de Barcelona. Un any abans, l'esbart va organitzar la Trobada Nacional de Bastoners de Catalunya, on es van aplegar prop de dos mil balladors. A més, des del 2000 col·labora amb els Bastoners de Gràcia en l'organització de la Diada Bastonera de Gràcia.
Entre el repertori de danses tradicionals catalanes de l'esbart, hi ha el «Ball del Ram i el Ventall de Gràcia», recuperat el 1997, i el Ball d'en Serrallonga de Gràcia, que es va ballar l'any 2008 a la plaça de la Vila de Gràcia, per primera vegada des del 1870. Cada any les coreografies de l'Esbart Comtal formen part de les celebracions de la festa major de Gràcia i de la festa de la Mercè.
Un dels co fundadors va esser Josep Viñals Carbonell, que va formar part de l'esbart com dansaire i professor fins a la seva mort.